# Festung Gross Tosse

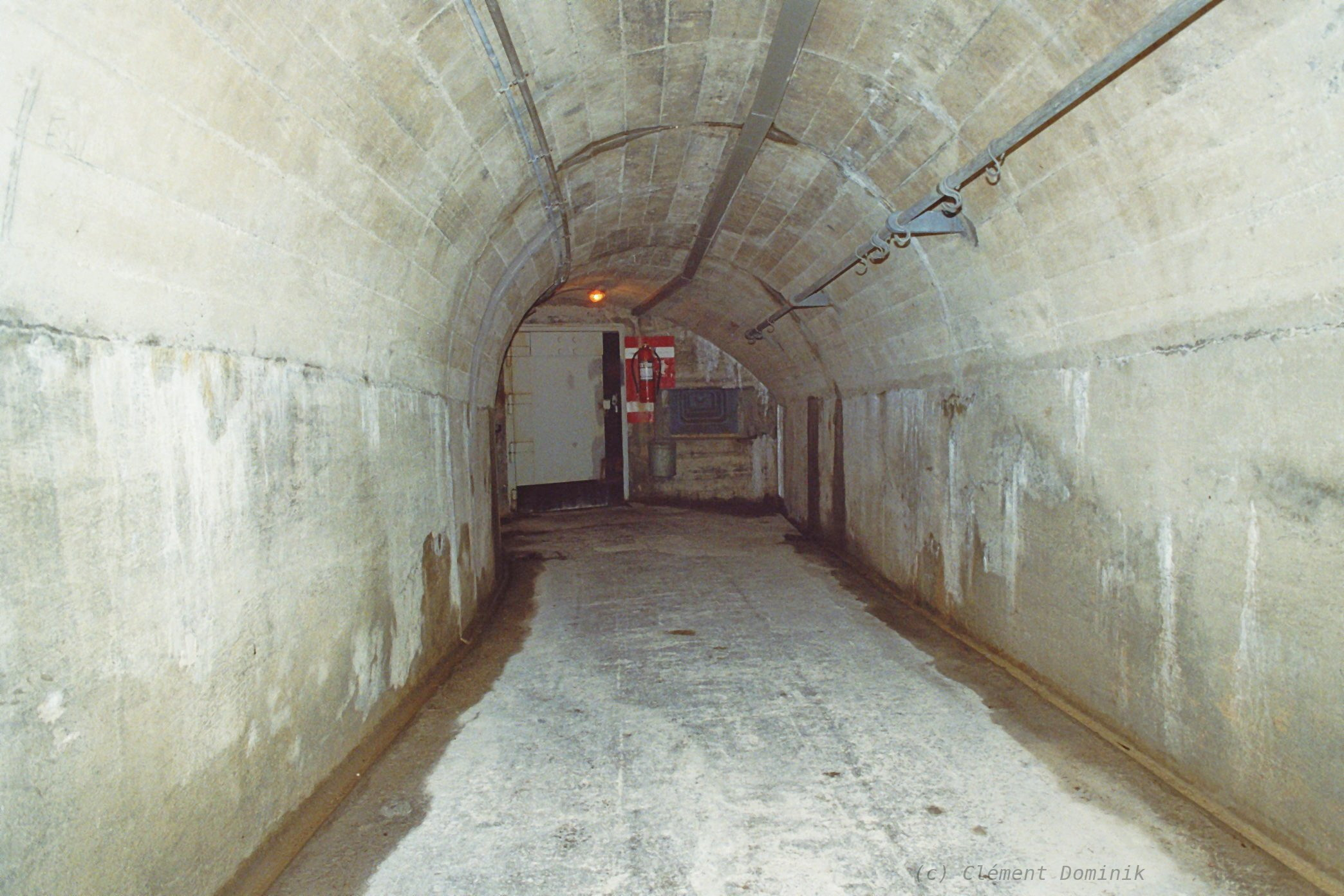
Eingangsstollen der Festung Gross Tosse

Die Artilleriefestung Gross Tosse A1750 der Schweizer Armee ist als Felswerk gebaut und hatte den Auftrag, den Zugang zum Réduit National bei Jaun im Kanton Freiburg mit Artilleriefeuer zu sperren. Der Baubeginn war Ende 1942. Fertiggestellt wurde die Festung im Jahre 1945. Sie gehörte zur 1. Division des 1. Armeekorps, später mit der Armee 61 zur Reduitbrigade 21 des Gebirgsarmeekorps 3.

## Geschichte
Die Festung befindet sich auf dem Gebiet der Gemeinde Jaun, beim Weiler Im Fang.
Die Festung Gross Tosse wurde auf Grundstücken der Gemeinde und Privaten im Baurecht erstellt.
Von Im Fang gelangt man auf der 2,8 m breiten Armeestrasse zu dem auf 1320 m ü. M. liegenden Gross Tosse. Der höchste Punkt des Tosse liegt auf 1374 m ü. M. (Lage).
Im Innenausbau wurden die Hauptstollen und Kampfräume mit Beton verkleidet. Magazine und Unterkunft wurden als eine Art Gebäude in die Kaverne hinein gebaut.
In der Nachkriegszeit wurden verschiedene Erweiterungen getätigt, die Bewaffnung wurde ausgetauscht und eine C-Schutzeinrichtung installiert. Der Innenausbau wurde den veränderten Bedürfnissen angepasst, aus der Feuerleitstelle wurden Magazine und aus den Toiletten Duschen.
In der Schweiz wurden nur vier Festungswerke mit mehr als acht Geschützen und einem grösseren Kaliber als 10,5 cm ausgerüstet. Gross Tosse ist eines davon. Es ist damit nicht nur das grösste Werk im Kanton Freiburg, sondern gemessen an der Bewaffnung eines der grössten der Schweiz.

## Armierung
Die erste Armierung bestand aus acht 12-cm-Feldhaubitzen 1912/39 L14. 1947 wurden die vier ersten 12-cm-Haubitzen durch  10,5-cm-Kanonen auf Hebellafette ersetzt. Mitte der 1950er Jahre wurden die restlichen vier Geschütze durch die moderneren 10,5-cm-Haubitzen L22 Baujahr 42/46 ausgetauscht. Der Vorteil der 10,5-cm-Kanonen war ihre grössere Reichweite, während die Haubitzen besser auf die Jauntalachse zwischen Broc und Charmey wirken konnten. Die Haubitzen können in der oberen Winkelgruppe schon nach ca. 3 km ihre Wirkung ins Ziel bringen.  Bei den Kanonen ist das erst ab 6 km möglich. Die Luftlinie vom Gross Tosse auf die Sperre La Tzintre beträgt 2,79 km, nach Charmey Dorf 4 km und zum Sprengobjekt (Brücke du Javro) 5,1 km.* 

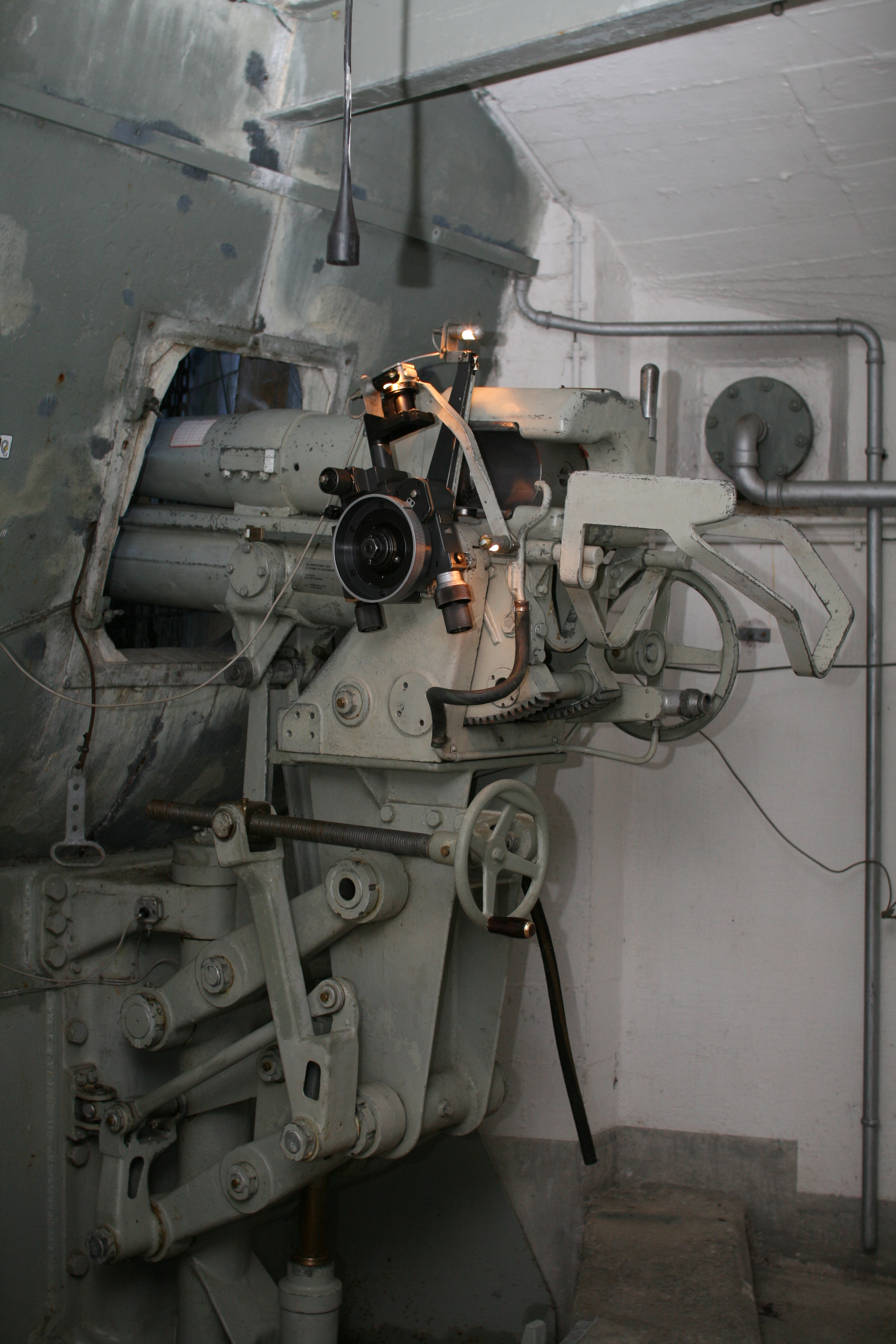
Haubitze auf Hebellafette
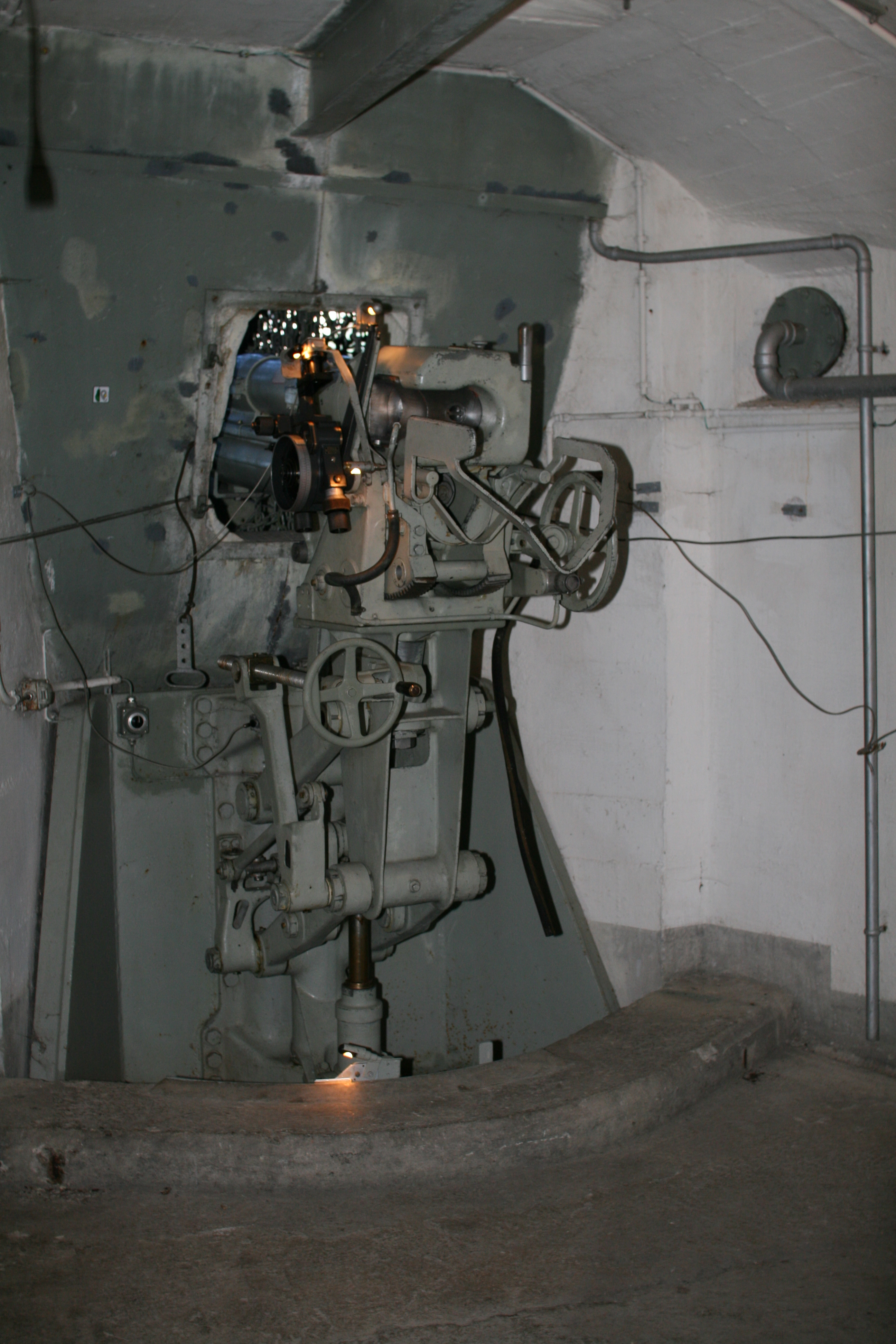
Haubitze auf Hebellafette
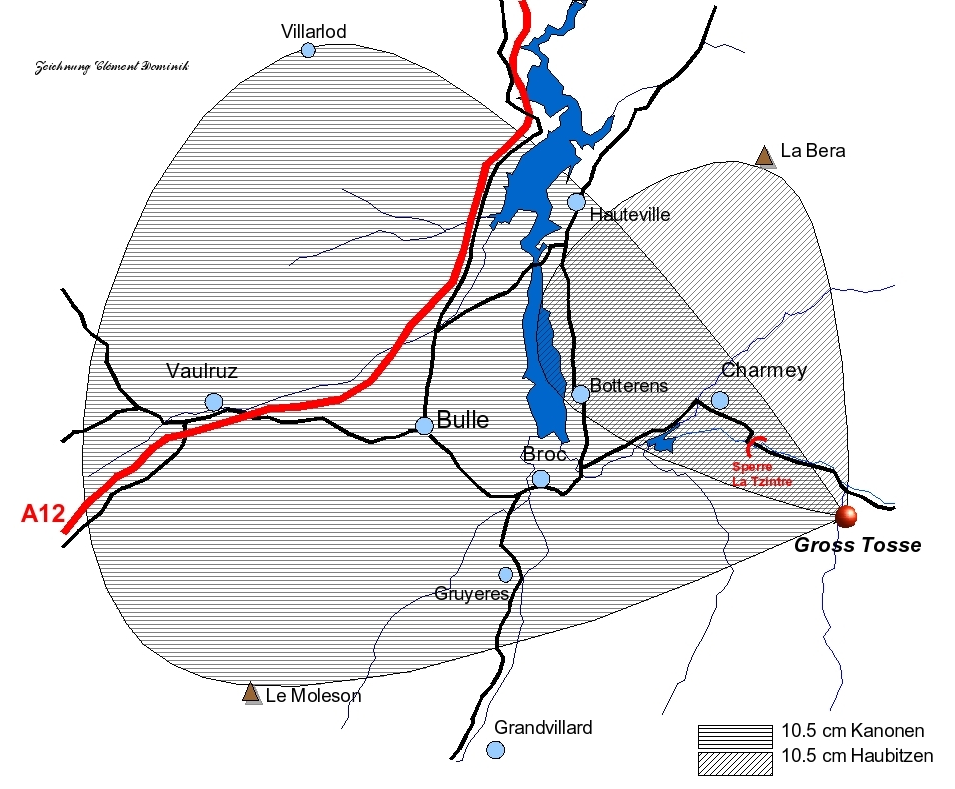
Wirkungsraum der 8 Geschütze der Festung
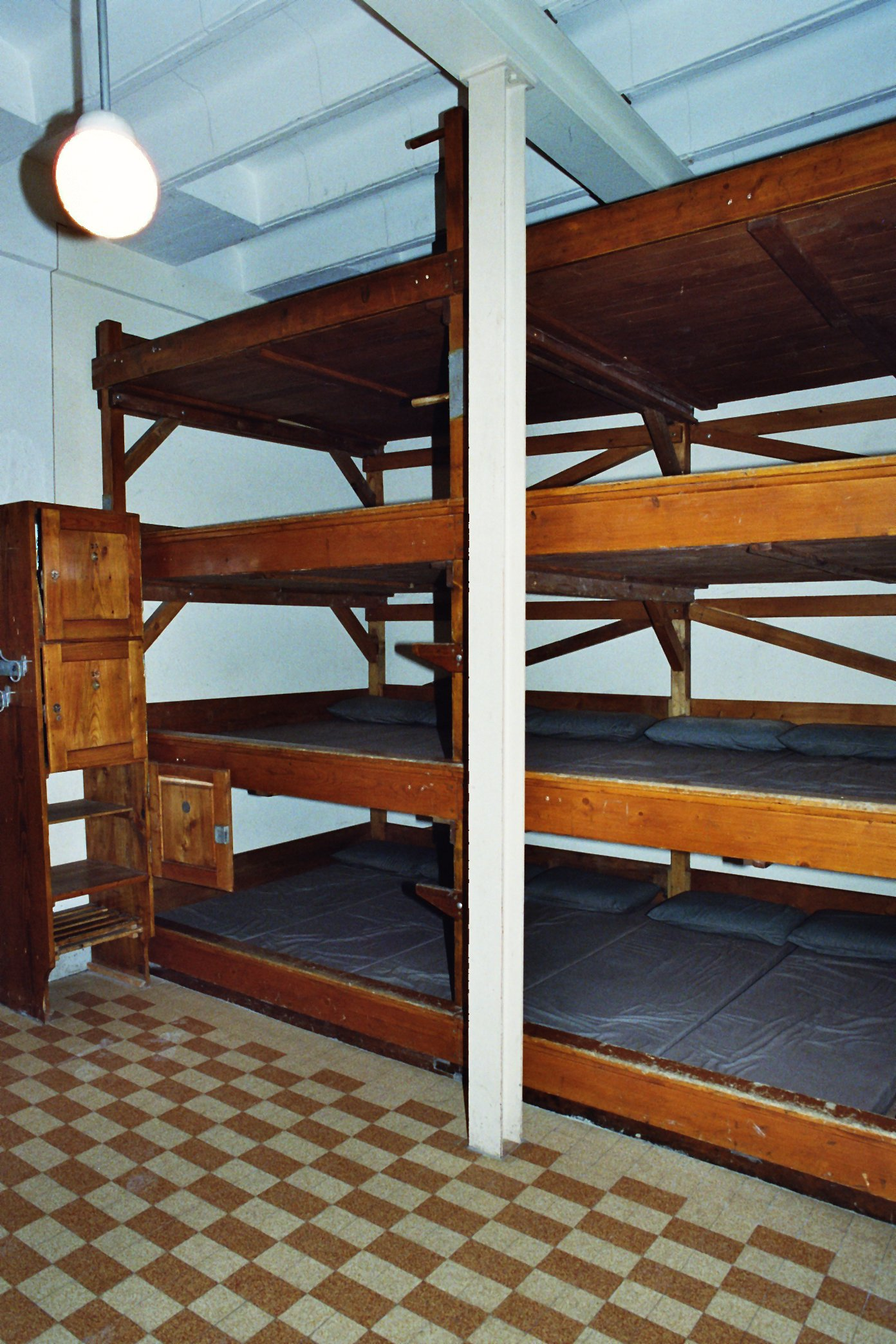
Schlafraum der Soldaten in der Festung Gross-Tosse
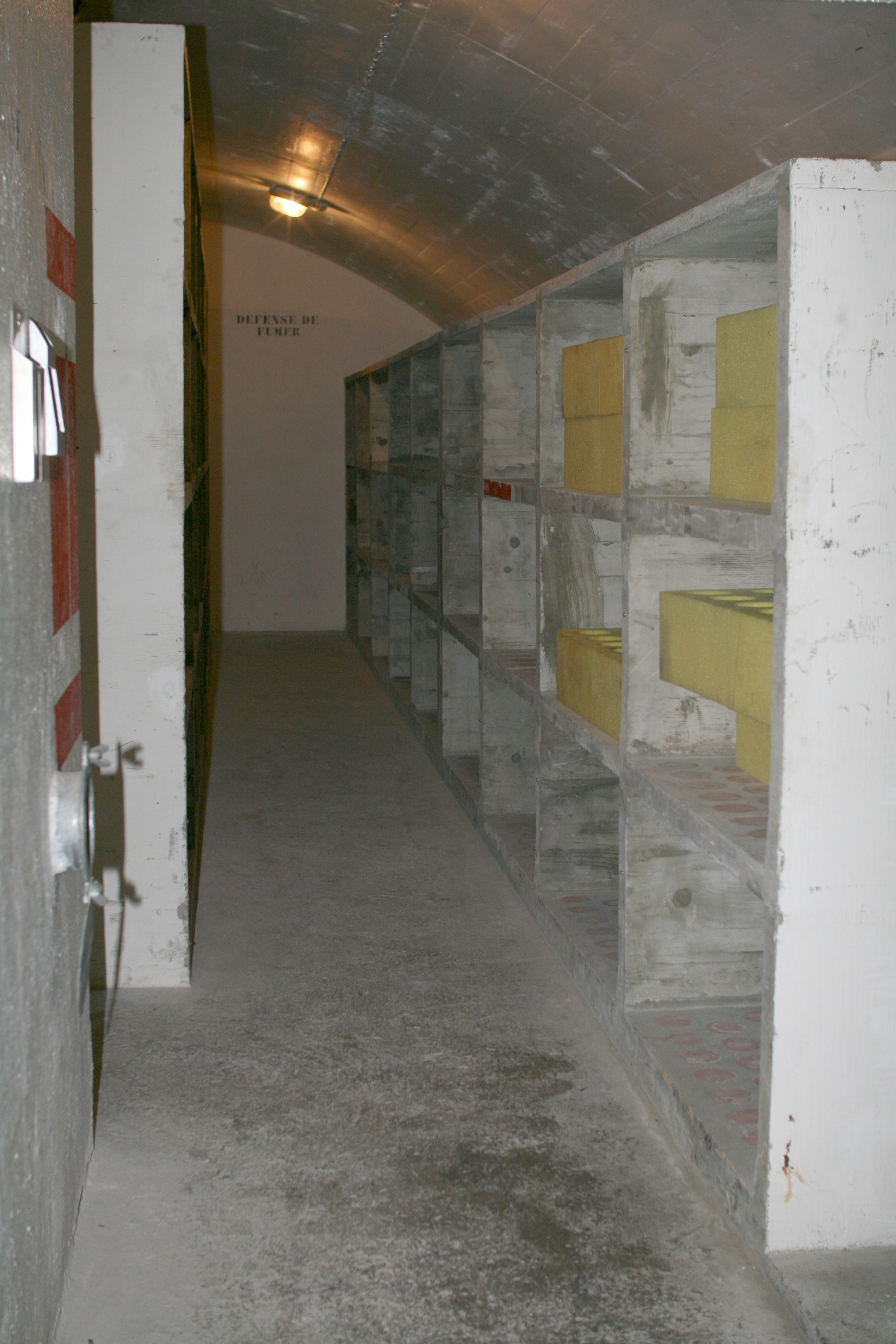
Blick in ein Munitionsmagazin der Festung Gross-Tosse